# 莫托謝尼鄉
46°20′N 27°23′E / 46.333°N 27.383°E
莫托謝尼鄉（羅馬尼亞語：Comuna Motoșeni, Bacău），是羅馬尼亞的鄉份，位於該國東北部，由巴克烏縣負責管轄，面積105平方公里，海拔高度187米，2007年人口3,807，人口密度每平方公里36人。